# تایلان (شهرداری لیلک)
تایلان (به لاتین: Taylan) یک منطقهٔ مسکونی در قرقیزستان است که در شهرستان لیلک واقع شده‌است. تایلان ۰٫۴۹ کیلومتر مربع مساحت و ۱٬۳۶۰ نفر جمعیت دارد.